# Твердотельный конденсатор

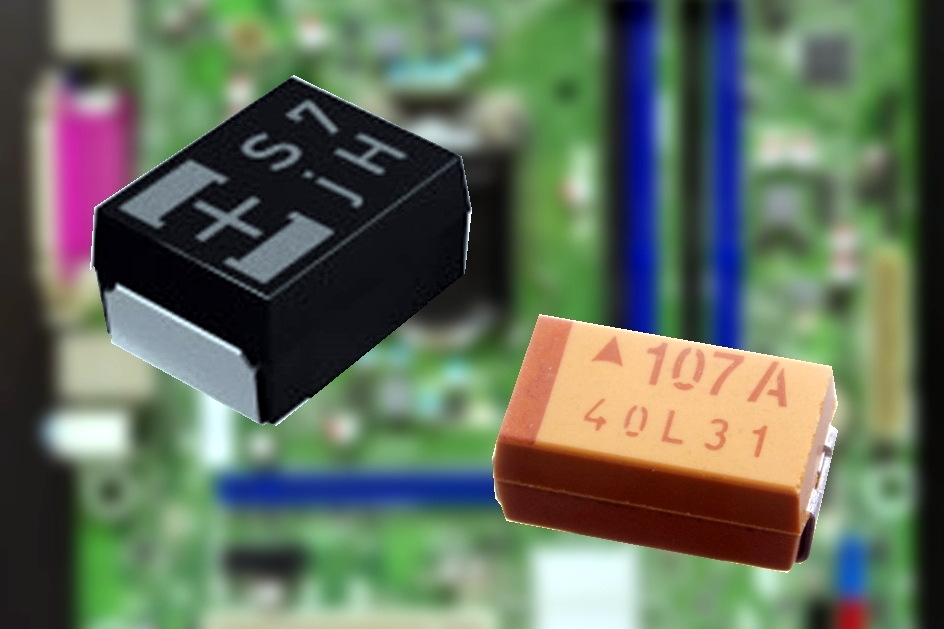
Алюминиевый (слева) и танталовый (справа) твердотельные SMD-конденсаторы

Твердотельный конденсатор —  конденсатор, в котором вместо традиционного жидкого электролита используется специальный токопроводящий органический полимер (например поли-3,4-этилендиокситиофен, англ. PEDT) или полимеризованный органический полупроводник (например комплексная соль тетрацианхинодиметана, англ. TCNQ). Также используются названия OS-CON (торговая марка Sanyo), AO-CAPS (англ. Aluminum Organic Polymer Capacitors), OC-CON (англ. Organic Conductive Polymer Aluminum Electrolytic Capacitor), FPCAP (англ. Functional Polymer Capacitors).

## Отличия от конденсаторов с жидким электролитом
- Значительно больший срок службы 50000 часов рассчитывается на температуру 85°C
- Эквивалентное последовательное сопротивление (ЭПС, англ. ESR) меньше по величине по сравнению с сопротивлением жидко-электролитического конденсатора и слабо зависит от температуры. Поэтому необходима меньшая ёмкость для использования твердотельного конденсатора в качестве шунтирующего (по переменной составляющей). Тем не менее не все модели имеют ЭПС меньшее чем у аналогичных жидко-электролитических[1].
- Рабочие напряжения до 35 Вольт.
- Более высокая цена

## Конструкция
- Катод — алюминиевая или танталовая фольга.
- Прокладка, пропитанная электролитом.
- Анод — алюминиевая или танталовая фольга с оксидным слоем.

Лента  скручивается в рулон и упаковывается в корпус (с выводами или для поверхностного монтажа). Твердотельные конденсаторы  не имеют клапана или насечки на корпусе, так как твёрдый электролит не способен вскипеть и вызвать взрыв корпуса.

## История
Конденсаторы Sanyo OS-CON запущены в производство в 1983 г. Первоначально они применялись в серверах и рабочих станциях. К началу 2000-х полимерные конденсаторы используются в большей части потребительского аппаратного обеспечения.

## Перспективы использования
Ухудшение характеристик электролитических конденсаторов связано, прежде всего, с высыханием электролита. Поэтому срок службы устройств с такими конденсаторами ограничен. Кроме того, жидкий электролит может закипеть при неправильном использовании и при высоких температурах, что приводит к разрыву корпуса конденсатора. Твердотельные конденсаторы имеют более стабильные характеристики, которые в меньшей степени зависят от условий эксплуатации и возраста самого конденсатора. Использование твердотельных конденсаторов позволяет значительно увеличить время работы электронных устройств и стабильность их параметров. 